# Alájar
Alájar – miejscowość w południowo-zachodniej Hiszpanii, w Andaluzji. Pasmo górskie "Sierra de Aracena". Miejscowość jest znana z uroków turystycznych i jest celem wycieczek i wypadów na weekend mieszkańców Sewilli i Huelvy.
Liczba mieszkańców w roku 2018 – 763.

## Zabytki
- kościół San Marcos
- skała Peña de Arias Montano